# Jordi Arrese
Jordi Arrese (Barcellona, 29 agosto 1964) è un ex tennista spagnolo.

## Carriera
Diventato professionista nel 1982, Arrese si specializza particolarmente sulle superfici lente.
Il periodo migliore della sua carriera è compreso tra gli anni 1989 e 1993, è in questo periodo che raggiunge tutte le 14 finali nei tornei ATP della sua carriera (tutte su terra rossa) vincendone 6. Particolarmente pregiati i suoi due successi consecutivi ottenuti ad Atene nel 1992 e nel 1993, in modo particolare il primo ottenuto battendo il famoso connazionale Sergi Bruguera (che lo aveva sconfitto in finale nello stesso torneo l'anno precedente).
Nel 1992 partecipa al torneo singolare dell'olimpiade, sostenuto dal pubblico di suoi concittadini riesce ad arrivare in finale, ma viene sconfitto dopo una partita molto combattuta finita al quinto set dallo svizzero Marc Rosset, conquistando comunque l'argento.
Durante la sua carriera si è aggiudicato anche 4 titoli di doppio, il suo best ranking singolare è il 23º posto ottenuto il 4 novembre 1991, il suo best ranking di doppio è il 62º posto il 14 agosto 1995. Si ritira nella seconda metà degli anni novanta.

### Singolare

#### Vittorie (6)
| No. | Data | Torneo                           | Superficie | Avversario in finale | Punteggio      |
| 1.  | 1990 | Sanremo Open, Sanremo            | Terra      | Juan Aguilera        | 6–2, 6–2       |
| 2.  | 1990 | ATP Praga, Praga                 | Terra      | Nicklas Kulti        | 7–6, 7–6       |
| 3.  | 1991 | Madrid Tennis Grand Prix, Madrid | Terra      | Marcelo Filippini    | 6–2, 6–4       |
| 4.  | 1991 | ATP Buzios, Armação dos Búzios   | Terra      | Jaime Oncins         | 1–6, 6–4, 6–0  |
| 5.  | 1992 | Athens Open, Atene (1)           | Terra      | Sergi Bruguera       | 7–5, 3–0, ret. |
| 6.  | 1993 | Athens Open, Atene (2)           | Terra      | Alberto Berasategui  | 6–4, 3–6, 6–3  |

### Finali perse (6)
| No. | Data | Torneo                                  | Superficie | Avversario in finale | Punteggio               |
| 1.  | 1989 | Madrid Tennis Grand Prix, Madrid        | Terra      | Martín Jaite         | 6–3, 6–2                |
| 2.  | 1991 | Hypo Group Tennis International, Genova | Terra      | Carl-Uwe Steeb       | 6–3, 6–4                |
| 3.  | 1991 | Dutch Open, Hilversum (1)               | Terra      | Magnus Gustafsson    | 5–7, 7–6, 2–6, 6–1, 6–0 |
| 4.  | 1991 | Athens Open, Atene                      | Terra      | Sergi Bruguera       | 7–5, 6–3                |
| 5.  | 1992 | Dutch Open, Hilversum (2)               | Terra      | Karel Nováček        | 6–2, 6–3, 2–6, 7–5      |
| 6.  | 1992 | Olimpiadi di Barcellona                 | Terra      | Marc Rosset          | 7–6, 6–4, 3–6, 4–6, 8–6 |